# O Nosso Tempo É Hoje (turnê)
O Nosso Tempo É Hoje foi a quinta turnê do cantor brasileiro Luan Santana, lançada em apoio ao seu homônimo terceiro álbum ao vivo, lançado em 2013, e que serviu de base para o desenvolvimento da turnê. A excursão, que percorreu todo o país, teve início em 21 de fevereiro de 2014, no Citibank Hall, em São Paulo, e término em Santa Cruz do Rio Pardo, no estado de São Paulo, em 	14 de fevereiro de 2015. (Teve uma pré estréia dessa turnê em Uberaba, 15 de fevereiro de 2014, e Contagem, 16 de fevereiro de 2014.)

## Antecedentes
A turnê seguiu o conceito do álbum ao vivo O Nosso Tempo É Hoje, gravado durante a apresentação ao vivo ocorrida em 7 de julho de 2013, na Arena Maeda, em Itu, no estado de São Paulo, e lançado em 21 de outubro do mesmo ano. O palco também possui a presença de uma tecnologia bem valorizada por efeitos especiais, são 155 módulos de LED, 48 moving lights e 16 jarags, formando painéis de iluminação. As quais foram pagas com dinheiro público mais de R$ 4,1 milhões liberados pelo Ministério da Cultura (MinC) para captar recursos pela Lei Rouanet .

Luan Santana em show no Citibank Hall / 2014